# Grimbergen
Grimbergen is een plaats en gemeente in de provincie Vlaams-Brabant in België. De gemeente, die de benaming "Parel van Brabant" deelt met de Nederlandse dorpen Oisterwijk en Heeze, telt ruim 40.000 inwoners. De gemeente wordt gerekend tot de streek Brabantse Kouters. Sint-Servaas is de patroonheilige van Grimbergen.

## Geschiedenis

### Romeinse Rijk
In de tijd van de Romeinen lagen verschillende belangrijke wegen nabij het grondgebied van het huidige Grimbergen. In de 8e eeuw werd er een fort gebouwd op het strategische punt waar de weg de rivier de Zenne kruiste. De toenmalige landheer vestigde al snel zijn macht over een omvangrijk grondgebied in deze regio, dat zich uitstrekte tot de rivieren de Schelde, de Rupel en de Dender.

### Vroege middeleeuwen
In de 12e eeuw heette de nederzetting Grentberghis, dat afstamt van het Oudnederlandse Grientbergen, wat "bergen van grof zand" (grindbergen) betekende. Augustijner monniken hadden al een eeuw eerder geprobeerd om zich hier te vestigen onder het bewind van Godfried III van Neder-Lotharingen, maar het is pas in de vroege 12e eeuw dat hun nederzetting begon te bloeien. Op vraag van de Berthouts, heren van Mechelen en Grimbergen, bouwden de premonstratenzer monniken onder leiding van Norbert van Gennep hier hun abdij in 1128, en stichtten ze ook een brouwerij.
Daarnaast was Grimbergen het feodale stamgebied van de Berthouts. Het Land van Grimbergen was het oostelijk gebied van het landgraafschap Brabant en reikte tot de Schelde en de Rupel. Op vraag van de Berthouts werd rond 1126 de Abdij van Grimbergen gesticht. Hun ontvoogdingspolitiek ten opzichte van de dan nog zeer jonge graaf Godfried III van Leuven gaf de graven van Leuven echter aanleiding tot gewelddadige conflicten. In de Grimbergse Oorlogen (begonnen in 1139) en de Slag bij Ransbeek (1142) moesten de Berthouts uiteindelijk het onderspit delven. Nadat hun kasteel vernietigd werd door de hertog van Brabant en ze eerst een tijd moesten vluchten naar Ninove, onderwierpen de Berthouts zich uiteindelijk in 1159 aan hertog Godfried III van Leuven. Later werden ze trouwe vazallen van de hertogen van Brabant.
Het wapenschild van Grimbergen dateert uit deze periode. Het landrecht van Grimbergen werd op schrift gesteld in 1275.

### Late middeleeuwen
In het begin van de 14e eeuw, werd de helft van het grondgebied deel van het landgoed van het Huis van Nassau. Het is ook in deze periode dat de vroegste onderdelen van het Prinsenkasteel werden gebouwd.

### 16e eeuw
Nadat ze de helft van het Grimbergs' grondgebied verworven had van haar echtgenoot, Willem IV van Oranje-Nassau, diende kroonprinses en prinses van Oranje Anna in 1752 deze landerijen af te staan aan Filips Frans van Glymes, die al de andere helft bezat. Deze edelman stond hoog aangeschreven bij het Spaanse hof in de tijd van de Spaanse Nederlanden. Zijn graf is nog steeds te bezoeken in de huidige Abdijkerk. Hierdoor werd het oorspronkelijke grondgebied verenigd in één prinsdom, al was het evenwel van korte duur.

### 17e eeuw
Na de godsdienstoorlogen brak er met het doordachte beleid van Albrecht en Isabella (1598 - 1621) een rustige en voorspoedige periode aan in de Zuidelijke Nederlanden. Dit liet de Norbertijnengemeenschap en abt-bouwer Fernandez de Velasco toe een nieuwe kerk te bouwen in triomfantelijke en feestelijke barokstijl die tevens getuigt van de geest van het Concilie van Trente (1545-1563). In 1700 waren de werken dermate gevorderd dat de kerk kon worden ingewijd.

### 18e eeuw
Aan het feodaal stelsel en de macht van de adel kwam een abrupt einde in 1794 nadat de effecten van de Franse Revolutie ook in de rest van het Franse rijk voelbaar werden. De gronden van de kanunniken werden geconfisqueerd in 1798 en de geestelijken verjaagd. In 1816 werd het klooster tot op de grond afgebroken. Alleen de pastorij, de boerderij en de oude ingangspoort bleven gespaard. Omdat de abdijkerk tevens dienstdeed als parochiekerk, bleef deze ook overeind. De abdij werd pas na de Belgische Revolutie van 1830 deels hersteld.

### 19e eeuw
Grimbergen was tot in de tweede helft van de negentiende eeuw een echt landbouwdorp, maar daar kwam stilaan verandering in. Een eerste aanzet was de aanleg van de provincieweg rond 1830 tussen Vilvoorde en Aalst, die de eerste industriële bedrijven aantrok. Het traject liep door het abdijgoed. Er kwamen ook nieuwe bedrijven langs het kanaal Brussel-Willebroek. In 1887 kwam er een stoomtramverbinding tussen Grimbergen en Brussel.

### 20e eeuw
In 1939 werd op vraag van kolonel Coppens een militair vliegveld aangelegd, dat door de Duitsers in de Tweede Wereldoorlog werd uitgebreid. Bij de vlucht van de Duitse bezetters in 1944 staken ze het Prinsenkasteel in brand. Vlak na de bevrijding van Grimbergen op 3 september 1944, kwamen er Britse, Nieuw-Zeelandse, Noorse en Poolse eenheden op het vliegveld. Zij ondersteunden de Slag om Arnhem (17-25 september 1944).
In de jaren 1960 veranderde Grimbergen van een landbouwdorp in een residentiële gemeente. Bij de gemeentefusies van 1977 werd Grimbergen met de verstedelijkte gemeente Strombeek-Bever en de landelijke dorpen Beigem en Humbeek samengevoegd.

### 21e eeuw
Na jaren van voorbereiding keurde een meerderheid van Vernieuwing, N-VA en CD&V in mei 2023 een mobiliteitsplan goed met als doel de leefbaarheid, de veiligheid en de bereikbaarheid in de gemeente te verhogen. De geleidelijke uitrol van het plan was oorspronkelijk voorzien tegen de zomer van 2024.

## Geografie

### Kernen
De fusiegemeente telt naast Grimbergen zelf nog drie deelgemeenten, namelijk Beigem, Humbeek en Strombeek-Bever. Daarnaast liggen er in de gemeente nog gehuchten en woonwijken zoals Bever, Borgt, Lint, Molenveld en Verbrande Brug.

### Deelgemeenten
| # | Naam            | Opp. (km²) | Inwoners (2024) | Inwoners per km² | NIS-code |
| - | --------------- | ---------- | --------------- | ---------------- | -------- |
| 1 | Grimbergen      | 22,17      | 17.728          | 800              | 23025A   |
| 2 | Beigem          | 3,87       | 2.160           | 558              | 23025C   |
| 3 | Humbeek         | 7,96       | 4.849           | 609              | 23025D   |
| 4 | Strombeek-Bever | 4,67       | 15.123          | 3.237            | 23025B   |

### Hydrografie
De Maalbeek en de Tangebeek zijn de belangrijkste beken in Grimbergen.  Het zijn beiden onbevaarbare waterlopen van tweede categorie en worden daarom beheerd door de Provincie Vlaams-Brabant.
- Aabeek (grens Humbeek/Zemst)
- Bosbeek
- Bruinborrebeek
- Grote Buisbeek of Driesbosbeek (grens Humbeek/Nieuwenrode)
- Gillebeek
- Kelkebeek
- Kesterbeek (grens Grimbergen/Eppegem)
- Kleine Buisbeek
- Laarbeek (grens Grimbergen/Zemst)
- Leestbeek (grens Strombeek-Bever/Wemmel)
- Leibeek of Lintbeek
- Maalbeek (grens Grimbergen/Meise)
- Meiskensbeek
- Sasbeek
- Tangebeek (grens Grimbergen/Vilvoorde)
- Willebroekse Vaart
- Zenne (grens Grimbergen/Vilvoorde)

## Bezienswaardigheden

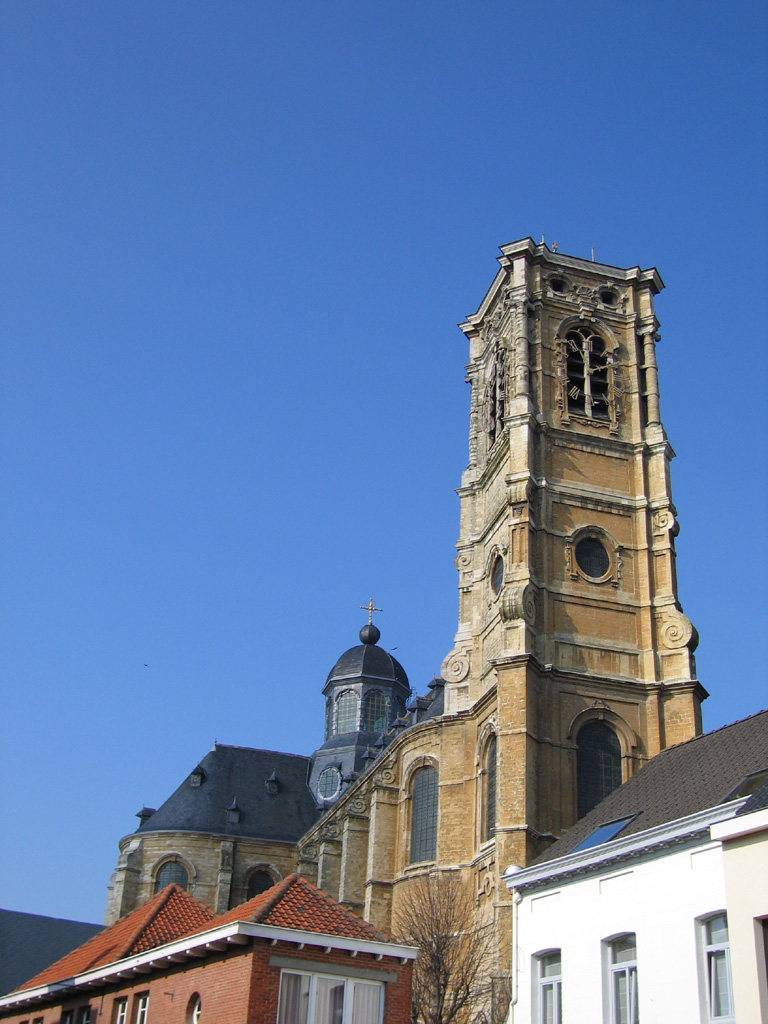
De Sint-Servaasbasiliek

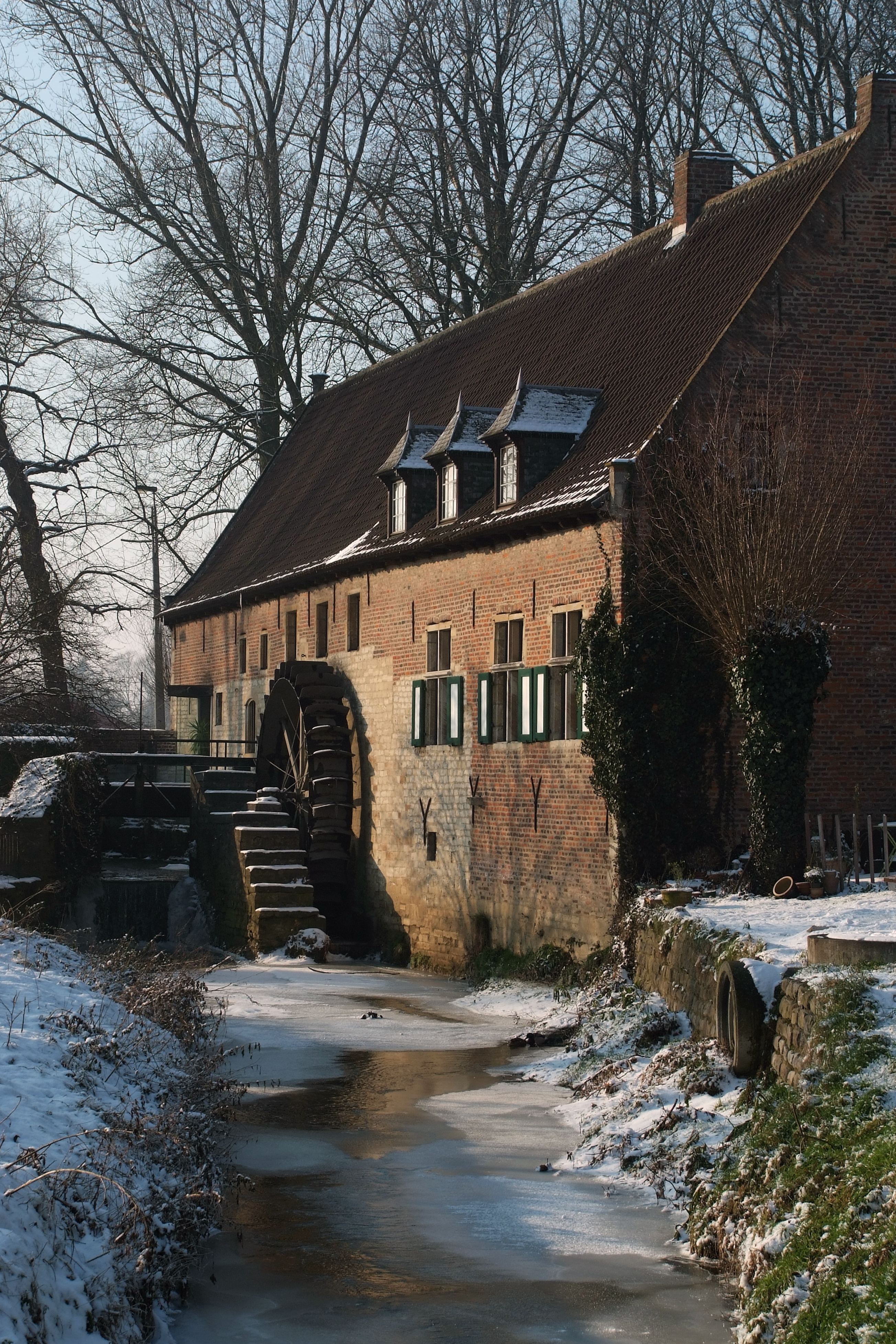
Liermolen

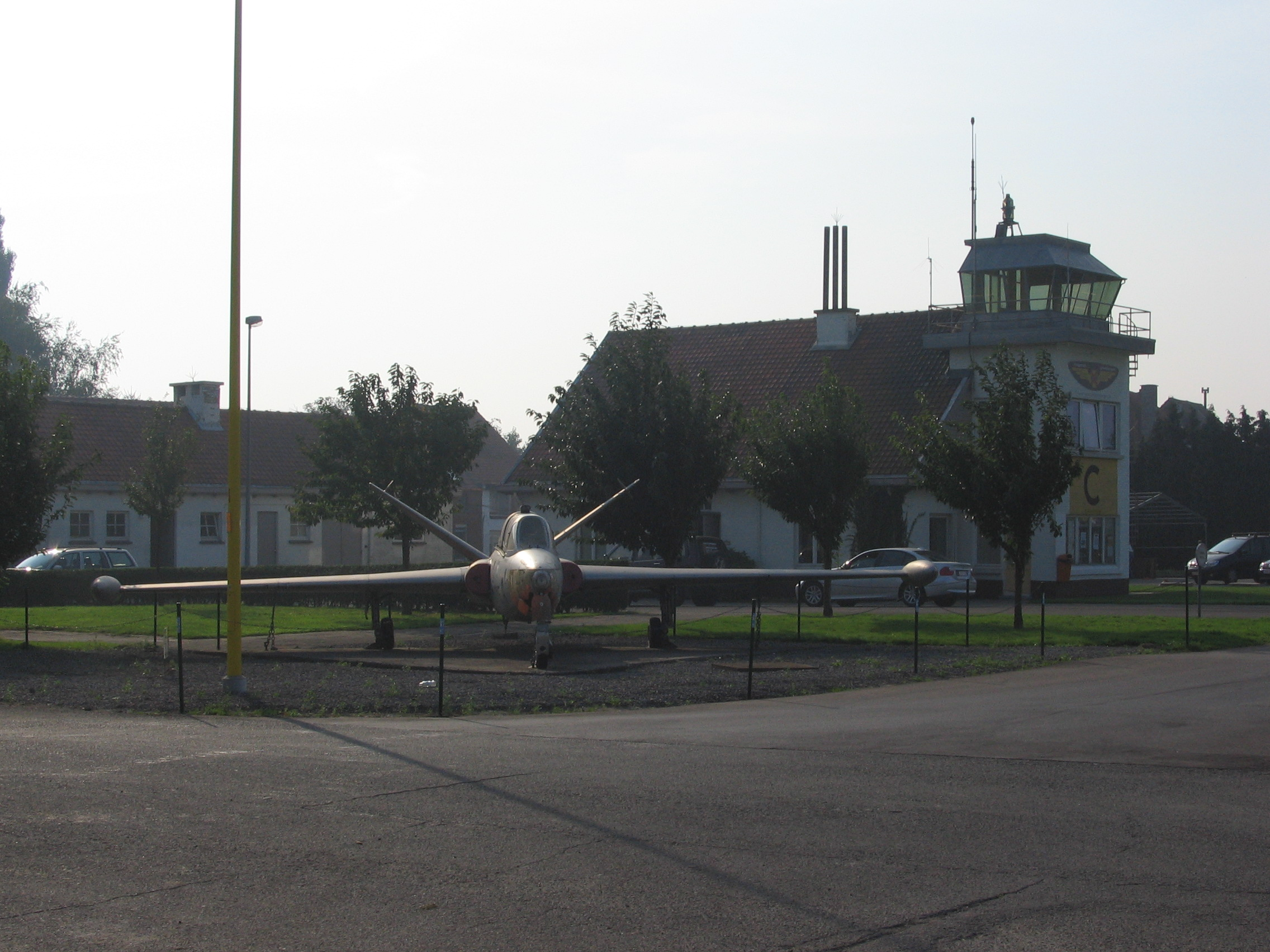
Controletoren en administratieve gebouwen van het Vliegveld Grimbergen

In Grimbergen zijn zes dorpsgezichten en achtentwintig monumenten beschermd. Deelgemeente Beigem heeft echter geen enkel beschermd erfgoed. Veruit de belangrijkste bezienswaardigheid is de Sint-Servaasbasiliek of Abdijkerk van Grimbergen (1660–1725). Deze kerk, die naast parochiekerk tevens abdijkerk van het Norbertijnerklooster is, staat bekend als een van de mooiste voorbeelden van barokarchitectuur en barokdecoratie in België.
Daarnaast zijn er nog een aantal belangwekkende bezienswaardigheden:
- de huizen rond het kerkplein (18e eeuw, heringericht in 1990): De Helm (hoek met Lagesteenweg), De Roos of In de Groenpoort (nr 5), De Kroon (nr. 6), De Stadskam (nr. 7), De Bot, De Zwaan en De Sleutel (hoek met de Hogesteenweg)
- kastelen met hun kasteelparken
  - het Prinsenkasteel in het Prinsenbos met het Guldendal
  - het kasteel d'Overschie (1904) met zijn kasteeldomein in de wijk Rijkenhoek
  - het Lintkasteel, overblijfsel van een waterkasteel uit de 16e-17e eeuw
  - het kasteel en de hoeve Groeneveld van ca. 1750 met het Kattemeuterbos
  - restant van het domein van Borcht
- kapellen
  - de Dreefkapel (1734, gedeeltelijk vernieuwd in 1934 door barones Joanna van Merode)
  - de Polderkapel (1847)
  - de Veldkantkapel (1872 of 1878)
  - de Sint-Antoniuskapel (1896)
- hoeven
  - de Charleroihoeve (17e–18e eeuw)
  - het Hof ter Biest, een gerekte hoeve met trapgevels uit de 17e eeuw
  - hoeve den Diepen Boomgaard (voormalige vindplaats van zandsteen)
  - Poddegemhoeve (een middeleeuws versterkte hofstee, met voormalige woontoren)
  - Spiegelhof en Hof te(r) Weerde in de Weerdestraat
  - d'Yveshoeve (gesloten 18e-eeuwse hoeve, thans feestzalencomplex)
  - Sint-Niklaashoeve (18e eeuw)
  - Potaardehoeve
- de Maalbeekvallei met vijf watermolens: de Sprietmolen[3], de 's Gravenmolen, de Liermolen, de Tommenmolen en de Oyenbrugmolen
- musea
  - het Museum voor de Oudere Technieken (MOT)
  - de Volkssterrenwacht Mira (sinds 1967)
  - het abdijbiermuseum
- het vliegveld Grimbergen met twee betonnen vliegtuigloodsen uit 1947-1948 ontworpen door Alfred Hardy en een kalibreerschijf voor vliegtuigkompassen uit de Tweede Wereldoorlog
- de Senecaheuvel (de motte van Grimbergen)
- het Zonneveld, een woonwijk ontworpen door het architectencollectief Dimensie 3 in opdracht van de nv Expansie en gebouwd tussen 1966 en 1982 met oorspronkelijk 116 bungalows
- standbeelden
  - Gedenksteen voor Dr. Frans Hemerijckx (1902-1969)
  - Buste van Karel van de Woestijne, een werk van Wilfried Pas (in de Roostbaan, op de grens met Meise)

## Ruimtelijke ordening
Het ruimtebeslag in Grimbergen vertegenwoordigde in 2022 46,3 % van het grondgebied en lag hoger dan het gemiddelde voor Vlaams-Brabant (34,2 %). De verhardingsgraad bedroeg 21,5 % en lag ook hoger dan het gemiddelde in Vlaams-Brabant (14,5 %)
Tijdens het mandaat van Eddy Willems als burgemeester werd vanaf 2003 het Gemeentelijk Ruimtelijk Structuurplan uitgewerkt samen met het studiebureau NV Arcadis GEDAS. Het plan werd door de gemeenteraad goedgekeurd op 23 september 2010 en ging in voege op 18 maart 2011.

## Natuur, landschap en milieu
Grimbergen ligt aan de Maalbeek en aan de Willebroekse Vaart. In het zuiden loopt de Tangebeek en daar tussenin bevindt zich een heuvelrug met twee hoogste punten op 68 meter (TAW): ter hoogte van Sint-Alexius en op de Kraaienberg.
In 2022 was 6,6 % van de oppervlakte bestemd als natuur en natuurreservaat (ten opzichte van 10,9 % gemiddeld in Vlaams-Brabant).

### Natuurgebieden
- het Beverbos (in Strombeek-Bever)
- het Domein van Borcht of Domein Ter Tommen
- het 's Gravenbos (in Humbeek)
- Hoge Holbroek
- het Kattemeuterbos
- Kattenbergen, een complex van holle wegen
- Kloosterpoort
- het Lintbos
- de Maalbeekvallei
- het Nekkerbos
- het Poddegembos
- het Populierendalbos dat aansluit aan het Tangebeekbos dat net ten zuiden van Grimbergen grotendeels op Vilvoords grondgebied gelegen is
- het Prinsenbos.

### Koesterburen
De koesterburen van Grimbergen zijn de IJsvogel, de Matkop, de Veldleeuwerik, de Bosorchis, de Ringmus en de Gekraagde roodstaart.

### Landschap
Op het grondgebied van Grimbergen is een beperkt gedeelte langs de Maalbeekvallei beschermd als dorpsgezicht.

### Milieu

#### Waterkwaliteit
Uit de metingen van de VMM blijkt dat de waterkwaliteit van de Maalbeek sinds 2009 een verbetering vertoont. Het burgerwetenschaponderzoek Watermonsters bracht echter in 2025 aan het licht dat de Maalbeek van bron tot monding sterk vervuild is met E. coli-bacterie.
De waterbodem van de Tangebeek is sterk verontreinigd met arseen, kwik, lood, PAKs, apolaire koolwaterstoffen, polychloorbifenyl en organochloorpesticiden (triade klasses 4).
Er zijn twee bovengemeentelijke rioolwaterzuiveringsinstallaties op het grondgebied van Grimbergen: RWZI Grimbergen en RWZI Humbeek.  Een KWZI Humbeek-Sas is gepland.
In Grimbergen was de rioleringsgraad in 2024 97 %. Dat betekent dat 3 % van de woningen hun afvalwater nog steeds rechtstreeks in de beken lozen. De zuiveringsgraad bedroeg in 2022 91,5 %. Dat betekent dat het afvalwater van 8,5 % van de woningen nog steeds ongezuiverd terecht komt in de beken en rivieren, ofwel omdat de woningen niet op een riolering zijn aangesloten of omdat de riolering niet naar een rioolwaterzuiveringsinstallatie gevoerd wordt of omdat de installatie voor Individuele Behandeling van Afvalwater (IBA) nog niet gerealiseerd is. In 2025 kwam aan het licht dat Grimbergen een van de vijftien Vlaamse gemeenten was waar nog geen enkele IBA gerealiseerd werd.
Het overgrote deel van Grimbergen is in het mestactieplan (MAP) sinds 2019 geklasseerd als gebiedstype 3, de categorie van gebieden met waterlopen met de slechtste oppervlakte- en grondwaterkwaliteit. Landbouwers die een nitraatgevoelige hoofdteelt verbouwen zoals maïs, aardappelen of groenten, zijn daarom vanaf 2025 verplicht langs de beken en rivieren van de Vlaamse Hydrografische Atlas een beschermingsstrook van 5 meter breed aan te houden waar niet bemest mag worden, waar er geen pesticiden mogen gebruikt worden en enkel niet-nitraatgevoelige gewassen, zoals grassen mogen ingezaaid worden.

#### Luchtkwaliteit
Sinds 1997 meet de Vlaamse Milieumaatschappij in het meetstation 47E008 aan de Nieuwe Schapenweg NO en NO2 met een NOx-monitor. Het meetstation is destijds opgericht om de invloed van de elektriciteitscentrale in Vilvoorde op te volgen. 
In 2018 namen 345 gezinnen deel aan het CurieuzeNeuzen burgerwetenschappenproject. Alle NO2-metingen toonden waarden boven de maximale grenswaarde die de Wereldgezondheidsorganisatie adiviseert (jaargemiddelde van maximaal 10 µg/m3). De gemeten waarden varieerden tussen 16,7 µg/m3 en 42,3 µg/m3. 30 % van de metingen werden door de initiatiefnemers van het project als goed beoordeeld (15 - 20 µg/m3), 40 % als vrij goed, 20 % als gewoon, 6 % als matig, 3 % als ondermaats (35 - 40 µg/m3) en 1 % als slecht (40 - 45 µg/m3).
In 2024 nam Grimbergen deel aan het project Pure Cities, gesponsord door de bank Belfius en uitgevoerd door de firma Airscan. Daarbij worden op drie plaatsen gedurende 1 jaar fijn stof en grof stof (PM2.5 en PM10) alsook NO2 gemeten

#### Geluid
Om de geluidshinder veroorzaakt door de Luchthaven van Zaventem op te volgen, staat er op het gemeentelijk sportterrein van Ter Wilgen sinds 2001 het permanent meetstation NMT 41-1 dat overwegend de vertrekken van baan 25R (en 25L) meet naar bestemmingen in het zuiden en westen. Dit meetstation wordt opgevolgd door het Team leefomgevingskwaliteit van het Departement Omgeving van de Vlaamse Overheid.
In het noorden van deelgemeente Humbeek is er een akoestisch onderzocht potentieel stiltegebied (Gravenbos/Laar en omgeving). Dat gebied beslaat een groot deel van het 's Gravenbos, het Bos van Aa, het Kollintenbos, het Natura 2000-gebied Kesterbeek-Lareveld, het Dalemansbos en de dorpen Zemst-Laar en Zemst-Bos.

#### Lichthinder
Volgens de duisternisbehoeftekaart van het INBO hebben de fauna en flora in het  's Gravenbos en het domein Ter Tommen de grootste behoefte aan duisternis in Grimbergen. Het politiereglement van Grimbergen bevat een 11-tal artikelen die lichtpollutie proberen tegen te gaan. Zo dient permanente verlichting van oprit, parkeerplaats, tuin en deurportaal gedoofd te worden van 24 uur tot 6 uur.

### Jacht
In Grimbergen zijn de jachtterreinen 52500011 (484 ha in 2024), 52500012 (443 ha), 52500014 (396 ha), 52500015 (157 ha) en 52500020 (405 ha) gelegen. Ze behoren tot de wildbeheereenheid 525 (Nederbrabant) die in 2024 een oppervlakte besloeg van 8977 ha (= 90 km2). Deze wildbeheereenheid beslaat delen van de gemeenten Asse, Grimbergen, Londerzeel, Merchtem, Wemmel, Meise, Kapelle-op-den-Bos in Vlaams-Brabant en Puurs-Sint-Amands en Willebroek in Antwerpen, met zetel in Willebroek.

## Demografische ontwikkeling

### Demografische evolutie deelgemeente voor de fusie
- Bronnen:NIS, Opm:1831 tot en met 1970=volkstellingen

### Demografische evolutie van de fusiegemeente
Alle historische gegevens hebben betrekking op de huidige gemeente, inclusief deelgemeenten, zoals ontstaan na de fusie van 1 januari 1977.
- Bronnen:NIS, Opm:1831 tot en met 1981=volkstellingen; 1990 en later= inwonertal op 1 januari

| Inwoners van jaar tot jaar op 1 januari 1992 tot heden | Inwoners van jaar tot jaar op 1 januari 1992 tot heden | Inwoners van jaar tot jaar op 1 januari 1992 tot heden |
| jaar                                                   | Aantal                                                 | Evolutie: 1992=index 100                               |
| ------------------------------------------------------ | ------------------------------------------------------ | ------------------------------------------------------ |
| 1992                                                   | 32.364                                                 | 100,0                                                  |
| 1993                                                   | 32.510                                                 | 100,5                                                  |
| 1994                                                   | 32.639                                                 | 100,8                                                  |
| 1995                                                   | 32.628                                                 | 100,8                                                  |
| 1996                                                   | 32.737                                                 | 101,2                                                  |
| 1997                                                   | 32.637                                                 | 100,8                                                  |
| 1998                                                   | 32.631                                                 | 100,8                                                  |
| 1999                                                   | 32.746                                                 | 101,2                                                  |
| 2000                                                   | 32.930                                                 | 101,7                                                  |
| 2001                                                   | 32.973                                                 | 101,9                                                  |
| 2002                                                   | 33.072                                                 | 102,2                                                  |
| 2003                                                   | 33.240                                                 | 102,7                                                  |
| 2004                                                   | 33.362                                                 | 103,1                                                  |
| 2005                                                   | 33.571                                                 | 103,7                                                  |
| 2006                                                   | 33.965                                                 | 104,9                                                  |
| 2007                                                   | 34.320                                                 | 106,0                                                  |
| 2008                                                   | 34.518                                                 | 106,7                                                  |
| 2009                                                   | 34.854                                                 | 107,7                                                  |
| 2010                                                   | 35.169                                                 | 108,7                                                  |
| 2011                                                   | 35.443                                                 | 109,5                                                  |
| 2012                                                   | 35.810                                                 | 110,6                                                  |
| 2013                                                   | 36.188                                                 | 111,8                                                  |
| 2014                                                   | 36.524                                                 | 112,9                                                  |
| 2015                                                   | 36.558                                                 | 113,0                                                  |
| 2016                                                   | 36.742                                                 | 113,5                                                  |
| 2017                                                   | 37.030                                                 | 114,4                                                  |
| 2018                                                   | 37.355                                                 | 115,4                                                  |
| 2019                                                   | 37.542                                                 | 116,0                                                  |
| 2020                                                   | 37.972                                                 | 117,3                                                  |
| 2021                                                   | 38.314                                                 | 118,4                                                  |
| 2022                                                   | 38.539                                                 | 119,1                                                  |
| 2023                                                   | 39.368                                                 | 121,6                                                  |
| 2024                                                   | 39.860                                                 | 123,2                                                  |
| 2025                                                   | 40.062                                                 | 123,8                                                  |

## Cultuur

### Streekproducten
Grimbergen staat bekend voor zijn abdijbier Grimbergen, dat door de firma Alken-Maes (sinds 2008 onderdeel van de Nederlandse brouwerij Heineken) gebrouwen wordt, maar waarvan het merk toegewezen werd aan de Deense brouwerij Carlsberg. Sinds 1997 is er in de abdij een abdijbiermuseum gevestigd. In 2019 werd, op initiatief van witheer Karel Stautemas, een microbrouwerij gebouwd op de plaats waar voor de Franse Revolutie bier gebrouwen werd. In 2021 verscheen het boek De vierde feniks en het interactief belevingscentrum van de microbrouwerij van Grimbergen opende in de zomer van 2022.

### Evenementen
- Sint-Servaasommegang en kermis: 13 mei (feestdag van Sint-Servaas) of de zondag erna (ontstaan in 1280)
- Jaarmarkt en kermis: eerste zondag van september
- Pater Feyen-dag: in september (sinds 1994)
- Kerststal in de abdijkerk, samen met een kerstmarkt: 25 december-2 januari

## Economie

### Bedrijvenzones en industriële activiteit
Grimbergen telt zeven bedrijvenzones.
Caterpillar heeft sinds 1965 haar logistiek centrum voor Europa, het Midden-Oosten en Afrika in Grimbergen gevestigd. Er werken 800 mensen.
In bedrijvenzone 3 in Treft (Strombeek-Bever) heeft Procter & Gamble een belangrijk innovatiecentrum met meer dan 1100 werknemers.
In Humbeek in bedrijvenzone 4 is de hoofdzetel gevestigd van de elektroketen Krëfel, die met 74 vestigingen in België marktleider is met een omzet (2010) van 375 miljoen euro. In 2010, toen een nieuw logistiek centrum geopend werd, werkten er op de site van Humbeek 378 mensen.
Op de oostelijke oever van het Zeekanaal Brussel-Schelde in bedrijvenzone 5 produceert Weber Belgium (onderdeel van Saint-Gobain) mortels voor de bouw. Op de grens tussen Grimbergen en Vilvoorde, ten zuiden van de Darse baatte Stallaert Recycling (STAR) sinds 2000 een afvalrecyclagebedrijf uit onder een hoogspanningskabel die vertrekt vanuit de elektriciteitscentrale van Vilvoorde, maar dat bedrijf ging failliet in 2018 en het bedrijventerrein en de recyclageactiviteiten werden overgenomen door Containers Maes, een bedrijf dat in 2003 door Yves Maes werd opgericht. Iets verder baat Tessenderlo Group een fabriek uit voor de productie van osseïne en gelatine (PB Leiner), waarvan de geschiedenis teruggaat tot 1890.
Op de westelijke oever (bedrijvenzone 6) baat de bvba Desmedt Mark sinds 1989 een breekwerf uit, waar sloop- en bouwafval wordt gebroken en gezeefd. All Belgian Recycling (ABR) van de familie De Meuter heeft er een vestiging voor het sorteren en verwerken van bouwafval. Viabuild van de familie Verhaeren heeft er een asfaltcentrale. Tegen de bouw van deze asfaltcentrale is er jarenlang verzet geweest door buurtbewoners. Suez baat er verschillende installaties uit voor het verwerken van allerlei soorten industrieel en huishoudelijk afval:
- Suez RR IWS Remediation (SITA remediation) slaat gevaarlijke en niet-gevaarlijke afvalstoffen op en verwerkt die. Zij exploiteren ook een afvalwaterzuiveringsinstallatie.[38]
- Suez Treatment & Recycling (Valomac, onderdeel van Suez) verwerkt bodemassen met een capaciteit van 220 kt/jaar.[39]
- Suez PCB Decontamination ontmantelen PCB transformatoren en elektrische apparaten en behandelen de afvalstoffen.[40]

Ten noorden van Suez bevindt zich de site van Balchem Chemogas dat gespecialiseerd is in het vullen, mengen en distribueren van gespecialiseerde gassen en vloeistoffen. Het is een van de belangrijkste leveranciers van verpakte ethyleenoxide wereldwijd voor medische sterilisatie, maar ook propyleenoxide en ammoniak worden er in gasflessen gevuld.
In het noordelijkste deel van bedrijvenzone 6 baat Indaver een site uit voor het composteren van groenafval (50 kt/jaar capaciteit) en voor overslagcapaciteit voor huishoudelijk restafval, huishoudelijk grof vuil en GFT.
In bedrijvenzone 7 langs de Maalbeek bevinden zich de bedrijven Meuleman Bouwmaterialen en Constant Dakwerken.

### Veiligheid
Grimbergen telt één Sevesobedrijf: Balchem Chemogas is een hogedrempelinrichting. In de buurgemeenten zijn nog 4 andere Sevesobedrijven actief, maar die zijn allen lagedrempelinrichtingen: (H. Essers Logistics Services Company, Air Products, Fenzi Belgium en IJsfabriek Strombeek).

## Sport
- Basketbalclub: BC Grimbergen
- Batmintonclub: Volano
- Schaakclub: Jeugdschaak België
- Tennisclubs: GTC Ter Wilgen, Koninklijke Tennisclub Strombeek-Bever De Singel. In 2023 stond de gemeente in voor de bouw van een luchthal met een investering van 400.000 euro op het terrein van Ter Wilgen[43][44].
- Veldhockeyclub, Merode Hockey Grimbergen (sinds 2015), aan de Populierendallaan
- Voetbalploegen: KSC Grimbergen, Fenixx BeigHum, FC Strombeek 1932 en Veldkanteva's
- Volleybalclub: Grivok
- Watersportclub: Societé Royale Réunion Nautique de Vilvorde
- Zaalvoetbalclub: ZVV Groot-Grimbergen
- Zwemclub: SCSG (Swimming Club Strombeek Grimbergen)
- Zwembad Pierebad, uitgebaat door Lago sinds 2022 en waarvoor de gemeente een jaarlijkse subsidie voorziet van 715.000 euro[45].

Grimbergen had gedurende 50 jaar een waterskiclub aan de Darse, maar die moest in 2021 zijn deuren sluiten na overlast van het naburig bedrijf Containers Maes en een dispuut met de eigenaar van de gronden (De Vlaamse Waterweg).

## Mobiliteit

### Wegennet
Verschillende gewestwegen doen de gemeente aan. Dit zijn:
- De N202, die de gemeente met Brussel en afrit 7 van de R0 verbindt.
- De N209, tussen afrit 6 van de R0 en Brussel.
- De N211, de weg tussen Melsbroek (Steenokkerzeel) en Opwijk. Deze werd in 1834 aangelegd, dwars door de abdijgoederen.
- De N211a, tussen de Veldkantstraat en de Westvaardijk.
- De N260, de Westvaardijk langs het Kanaal van Brussel naar de Rupel.
- De N276, parallelweg A12.
- De N277, parallelweg A12.

### Wandel- en fietsroutes
Er zijn drie bewegwijzerde wandelpaden die de gemeente doorkruisen: de Prinsenwandeling (1,5 km), de Maalbeekwandeling (3 km) en de Humbeekwandeling (6,5 km). Verder is er nog de Kapellekesroute in Humbeek. Tevens lopen de GR12 (Amsterdam-Parijs) en de GR128 (Vlaanderenroute) door Grimbergen.
De Vierdorpenroute is een fietsroute van 38,6 km lang, die de vier deelgemeenten (Grimbergen, Beigem, Humbeek en Strombeek-Bever) aandoet. Ook de Kanaalroute, de Fietslus Land van Grimbergen en het Hondefretterspad doorkruisen Grimbergen.

### Vliegveld
- Vliegveld Grimbergen

Grimbergen wordt door zijn ligging vlak bij de Ring rond Brussel geconfronteerd met verschillende stromen zwaar sluipverkeer door de dorpskernen. Dit is een van de redenen waarom het gemeentebestuur een mobiliteitsplan heeft uitgewerkt in samenwerking met het studiebureau Traject. In mei 2023 werd het na een lang participatietraject goedgekeurd met als doel de leefbaarheid, veiligheid en bereikbaarheid te verbeteren.  Na de start van de uitrol in 2024 werd het plan bijgestuurd in juni 2024.

## Politiek

### Lijst van burgemeesters
| Periode | Periode     | Burgemeester              |
| ------- | ----------- | ------------------------- |
|         | 1829 - 1849 | Augustin graaf de Villers |
|         | 1850 - 1870 | Jean-François Timmermans  |
|         | 1870 - 1882 | Cornet graaf van Peissant |
|         | 1882 - 1890 | Albert Kips               |
|         | 1890 - 1914 | Anselmus Van Doorslaer    |
|         | 1914 - 1926 | Theophiel Verhasselt      |
|         | 1926 - 1958 | Jozef Van Campenhout      |
|         | 1958 - 1964 | Corneel Verbaanderd (CVP) |

| Periode | Periode      | Burgemeester                 |
| ------- | ------------ | ---------------------------- |
|         | 1964 - 1970  | August De Winter (PVV)       |
|         | 1970 - 1991  | Jozef Mensalt (CVP)          |
|         | 1991 - 2000  | Jean-Pol Olbrechts (CVP)     |
|         | 2001 - 2003  | Henri Maes (CD&V)            |
|         | 2003 - 2010  | Eddy Willems (CD&V)          |
|         | 2010 - 2018  | Marleen Mertens (CD&V)       |
|         | 2019 - 2022  | Chris Selleslagh (Open Vld)  |
|         | 2022 - heden | Bart Laeremans (Vernieuwing) |

### Schepencollege
Na de gemeenteraadsverkiezingen van 2000 werd Grimbergen bestuurd door een coalitie van CD&V en VLD, eerst onder leiding van Henri Maes, die in 2003 werd opgevolgd door Eddy Willems en in 2010 door Marleen Mertens.
Na de gemeenteraadsverkiezingen van 2012 werd Grimbergen bestuurd door en coalitie van CD&V, Open Vld en Groen. Marleen Mertens bleef burgemeester ondanks het zware verlies van haar partij en haar laag aantal voorkeurstemmen.
Bij de gemeenteraadsverkiezingen van 2018 was CD&V sinds de gemeentefusies van 1976 niet langer de grootste partij in Grimbergen, maar wel de lokale partij Vernieuwing. Grimbergen werd na deze verkiezingen aanvankelijk bestuurd door een coalitie van Vernieuwing, Open Vld en N-VA. Chris Selleslagh (Open Vld) werd burgemeester, hoewel hij 2,9 maal minder voorkeurstemmen behaalde dan Bart Laeremans (Vernieuwing) en zijn partij twee zetels minder behaalde dan Vernieuwing. Via een constructieve motie van wantrouwen werd Laeremans in juni 2022 uiteindelijk wel burgemeester. In mei 2022 ontstond er immers onoverbrugbaar wantrouwen tussen de coalitiepartners, nadat Open Vld zonder voorafgaand overleg met Vernieuwing een poging had ondernomen om een wisselmeerderheid te vormen zonder de N-VA. Coalitiepartijen Vernieuwing en N-VA wisselden daarop Open Vld in voor CD&V. Ook onenigheid over de plannen voor een nieuwe ondergrondse parking (het Jumbo-project) en de plannen tot afbraak van de jongensschool naast het gemeentehuis, speelden een rol bij deze meerderheidswissel. In december 2023 kondigden twee van de zes gemeenteraadsleden van Open Vld aan dat ze voortaan als onafhankelijke leden gingen zetelen. Een discussie over het lijsttrekkerschap bij de gemeenteraadsverkiezingen van 2024 lag mee aan de basis van hun vertrek.
Na de gemeenteraadsverkiezingen van 2024 kon zittende burgemeester Laeremans van Vernieuwing dezelfde coalitie (met cd&v MAX en N-VA) op de been brengen als op het einde van de vorige bestuursperiode, zij het met een aanpassing van de krachtsverhoudingen op basis van de verkiezingsuitslag. Gezien de zeer lage opkomst bij de verkiezingen in zijn gemeente (57,5 %) gaf de burgemeester aan dat het bestuur wou inzetten op meer burgerbetrokkenheid.

### Gemeenteraad
De gemeenteraad bestaat uit 33 leden:
- 2001-2006 - 31 leden: 12 CVP, 7 VLD, 4 Vlaams Blok, 4 UF, 3 Groen!, 1 sp.a.
- 2007-2012 - 31 leden: 10 CD&V/N-VA, 7 Vlaams Belang, 6 VLD, 4 GROENPRO (= Groen/sp.a), 4 UF.
- 2013-2018 - 33 leden: 8 CD&V, 6 VLD, 6 Vernieuwing, 5 N-VA, 3 UF, 3 Groen, 2 sp.a.
- 2019-2024 - 33 leden: 8 Vernieuwing, 6 CD&V, 6 Groen, 6 Open Vld, 4 N-VA, 2 sp.a., 1 UF
- 2024-2030 - 33 leden: 8 Vernieuwing, 7 cd&v Max, 7 Groen+Vooruit, 4 Open Vld, 4 Samen Groot-Grimbergen, 3 N-VA

### Resultaten gemeenteraadsverkiezingen sinds 1976
| Partij               | Partij                                            | 10-10-1976 | 10-10-1976 | 10-10-1982 | 10-10-1982 | 9-10-1988 | 9-10-1988 | 9-10-1994 | 9-10-1994 | 8-10-2000 | 8-10-2000 | 8-10-2006 | 8-10-2006 | 14-10-2012 | 14-10-2012 | 14-10-2018 | 14-10-2018 | 13-10-2024 | 13-10-2024 |
| Stemmen / Zetels     | Stemmen / Zetels                                  | %          | 29         | %          | 31         | %         | 31        | %         | 31        | %         | 31        | %         | 31        | %          | 33         | %          | 33         | %          | 33         |
| -------------------- | ------------------------------------------------- | ---------- | ---------- | ---------- | ---------- | --------- | --------- | --------- | --------- | --------- | --------- | --------- | --------- | ---------- | ---------- | ---------- | ---------- | ---------- | ---------- |
|                      | CVP-VVB1/ CVP2/ CD&V-N-VAB/ CD&V3/ cd&vMAX4       | 46,991     | 16         | 39,351     | 15         | 40,882    | 16        | 37,812    | 14        | 30,62     | 11        | 30,14B    | 10        | 20,233     | 8          | 16,53      | 6(°°)      | 18,24      | 7          |
|                      | VU1/ VU&ID2/ CD&V-N-VAB/ N-VA3                    | 18,291     | 5          | 14,611     | 4          | 11,91     | 3         | 7,421     | 1         | 6,062     | 1         | 30,14B    | 10        | 15,573     | 5          | 13,13      | 4          | 11,03      | 3          |
|                      | PVV1/ VLD2/ Open Vld3                             | 9,711      | 2          | 14,51      | 4          | 13,911    | 4         | 17,042    | 5         | 19,852    | 7         | 20,743    | 6         | 17,763     | 6          | 17,53      | 6(°)       | 13,63      | 4          |
|                      | SP1/ GRASA/ GroenProC/ sp.a2/ Groen+VooruitD      | 10,181     | 2          | 10,561     | 3          | 11,011    | 3         | 13,05A    | 4         | 7,051     | 1         | 14,21C    | 4         | 7,882      | 2          | 8,42       | 2          | 18,6D      | 7          |
|                      | Agalev1/ GRASA/ GroenProC/ Groen2/ Groen+VooruitD | -          |            | 7,91       | 2          | 8,511     | 2         | 13,05A    | 4         | 10,141    | 3         | 14,21C    | 4         | 10,612     | 3          | 16,12      | 6          | 18,6D      | 7          |
|                      | Vlaams Blok1/ Vlaams Belang2/ Vernieuwing3        | -          |            | -          |            | 3,551     | 0         | 10,081    | 3         | 13,481    | 4         | 21,82     | 7         | 17,013     | 6          | 21,93      | 8          | 22,03      | 8          |
|                      | RB-GB1/ UF2                                       | 13,651     | 4          | 12,231     | 3          | 9,661     | 3         | 13,772    | 4         | 12,822    | 4         | 13,12     | 4         | 10,952     | 3          | 6,52       | 1          | 3,52       | 0          |
|                      | Samen Groot-Grimbergen1                           | -          |            | -          |            | -         |           | -         |           | -         |           | -         |           | -          |            | -          |            | 12,31      | 4          |
|                      | KDS1                                              | -          |            | -          |            | -         |           | -         |           | -         |           | -         |           | -          |            | -          |            | 0,81       | 0          |
|                      | PVDA                                              | 1,19       | 0          | 0,84       | 0          | 0,57      | 0         | 0,83      | 0         | -         |           | -         |           | -          |            | -          |            | -          |            |
| Totaal stemmen       | Totaal stemmen                                    | 20191      | 20191      | 22693      | 22693      | 22794     | 22794     | 22868     | 22868     | 22982     | 22982     | 23726     | 23726     | 23205      | 23205      | 23828      | 23828      | 15567      | 15567      |
| Opkomst %            | Opkomst %                                         |            |            |            |            | 92,95     | 92,95     | 91,7      | 91,7      | 92,64     | 92,64     | 92,46     | 92,46     | 88,74      | 88,74      | 90,2       | 90,2       | 57,5       | 57,5       |
| Blanco en ongeldig % | Blanco en ongeldig %                              | 2,95       | 2,95       | 4,65       | 4,65       | 4,47      | 4,47      | 4,83      | 4,83      | 3,74      | 3,74      | 3,78      | 3,78      | 3,37       | 3,37       | 4,7        | 4,7        | 2,7        | 2,7        |

 Bronnen: 1976-2000: Verkiezingsdatabase Binnenlandse Zaken // 2006-2012: https://www.nieuwsblad.be/regio/gemeente/1850_Grimbergen/index.aspx?categorie=456 // 2024-2030: https://okt24.vlaanderenkiest.be/#/gemeente/23025/statistieken
 De zetels van de gevormde meerderheden staan vetjes afgedrukt. De grootste partij staat in kleur.
Zowel bij de gemeenteraadsverkiezingen van 2006 als 2012 behaalde Bart Laeremans het grootste aantal voorkeurstemmen, ver boven de tweede scores van de uittredende burgemeesters (respectievelijk Eddy Willems en Marleen Mertens).
Ten opzichte van de gemeenteraadsverkiezingen van 2000 leed de CD&V in 2012 een groot verlies aan stemmen (−36%). De partij blijft wel nog de grootste partij in Grimbergen. In 2018 verloor ze die plaats en werd de derde grootste partij na Vernieuwing en Open Vld.
Bij de gemeenteraadsverkiezingen van 2018 waren maar liefst 4 lijsttrekkers kandidaat-burgemeester: Bart Laeremans (Vernieuwing), Chris Selleslagh (Open Vld), Patrick Vertongen (CD&V) en Philip Roosen (N-VA). Zij kregen respectievelijk 3498, 1208, 1147 en 1023 voorkeurstemmen. Vernieuwing werd de grootste partij (+29% ten opzichte van 2012). Ook Groen boekte fors winst (+52% ten opzichte van 2012). CD&V verloor stemmen (−18% ten opzichte van 2012) en leed daarmee haar vijfde verkiezingsnederlaag op rij sinds 1988.
Bij de gemeenteraadsverkiezingen van 2024 dienden 8 partijen kandidatenlijsten in voor de gemeenteraad:  Vernieuwing, N-VA, Groen+Vooruit, cd&v MAX, Open Vld, Samen Groot Grimbergen, UF Renouveau en KDS.  Vernieuwing en N-VA werden net zoals in 2018 getrokken door respectievelijk Bart Laeremans en Philip Roosen. Zowel cd&v MAX als Open Vld schoven dochters van voormalige burgemeesters naar voor: respectievelijk Trui Olbrechts en Ann Selleslagh. Groen+ en Vooruit vormden een kartel met de socialist Gerlant Van Berlaer als kandidaat-burgemeester. Samen Groot-Grimbergen ontstond als afsplitsing van de Open Vld rond voormalig schepen van sport Tom Gaudaen. Jean Dewit kwam opnieuw op met zijn eenmanslijst UF Renouveau en Jan Van Campenhout stelde zich kandidaat met een gloednieuwe lijst met 3 kandidaten voor Kritisch Denken & Streven (KDS). Burgemeester Laeremans bevestigde zijn populariteit met 2458 voorkeurstemmen, stak daarmee ver uit boven de voorkeurstemmen voor alle andere kandidaten en kreeg het initiatiefrecht. De opkomst was in Grimbergen bij de laagste van Vlaanderen: 57,5 %. De burgemeester gaf aan dat in deelgemeente Strombeek-Bever in sommige stembureaus, maar een derde van de kiezers zijn stem uitbracht.

## Onderwijs
Grimbergen telt vier katholieke basisscholen:
- Het Prinsenhof in Grimbergen, De Ankering in Verbrande Brug, de Sint-Jozefsschool in Strombeek en De Cirkel in Humbeek

en vijf overheidsscholen:
- De gemeentelijke scholen van Strombeek-Bever ('t Villegastje), Beigem ('t Mierken), Borgt (De Negensprong) en Humbeek (Mozaïek)
- Het Koninklijk Atheneum (secundair onderwijs) en de Regenboog gemeenschapsonderwijs)

## Bekende inwoners
- Daniël Bellemans (1640-1674), kanunnik en dichter
- Jan-Baptist Sophie (1692-1775), abt
- Daniel Jules Delestré (1881-1967), kanunnik en geschiedschrijver
- Gaston Geleyn (1892-1949), kunstschilder
- Frans Hemerijckx (1902-1969), arts
- Karel Jacobs (1906-1995), onderwijzer en oprichter van de vereniging Eigen Schoon
- Godfried Pieraerts (1908-1984), kanunnik en amateur-astronoom
- Albert Thys (1912-1981), de 'grote man van de elektriciteit in België'
- Jan Feyen (1920-1993), kanunnik, organist en beiaardier
- Senne Rouffaer (1925-2006), acteur
- Kamiel D'Hooghe (1929-2021), organist
- Vic Nees (1936-2013), componist
- Alfons Puelinckx (1937), zakenadvocaat betrokken bij het Agustaschandaal
- Jérôme Vanderzijl (1988), voetballer
- Yanina Wickmayer (1989), tennisspeelster

## Galerij

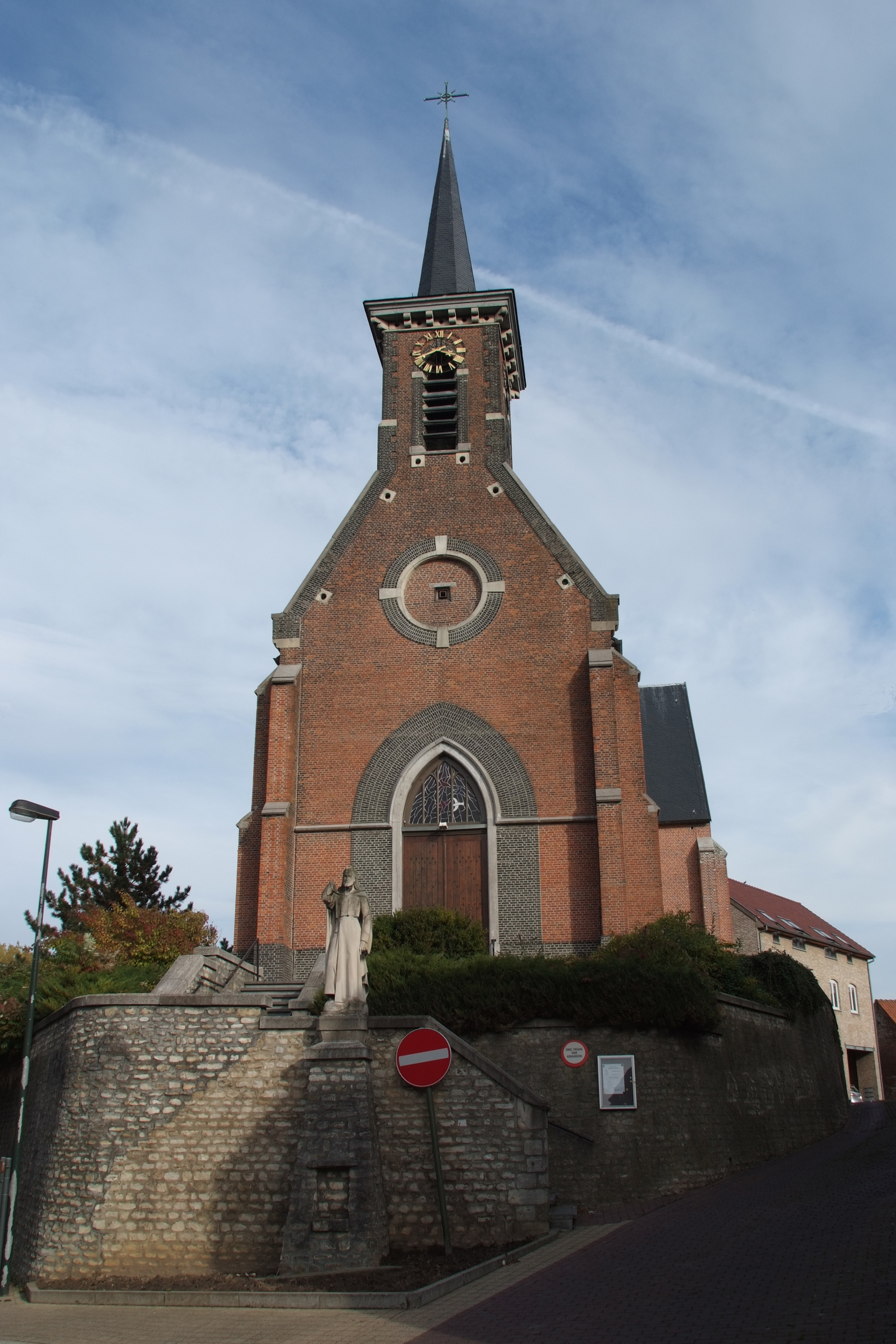
Parochiekerk Allerheiligste Verlosser, Borcht
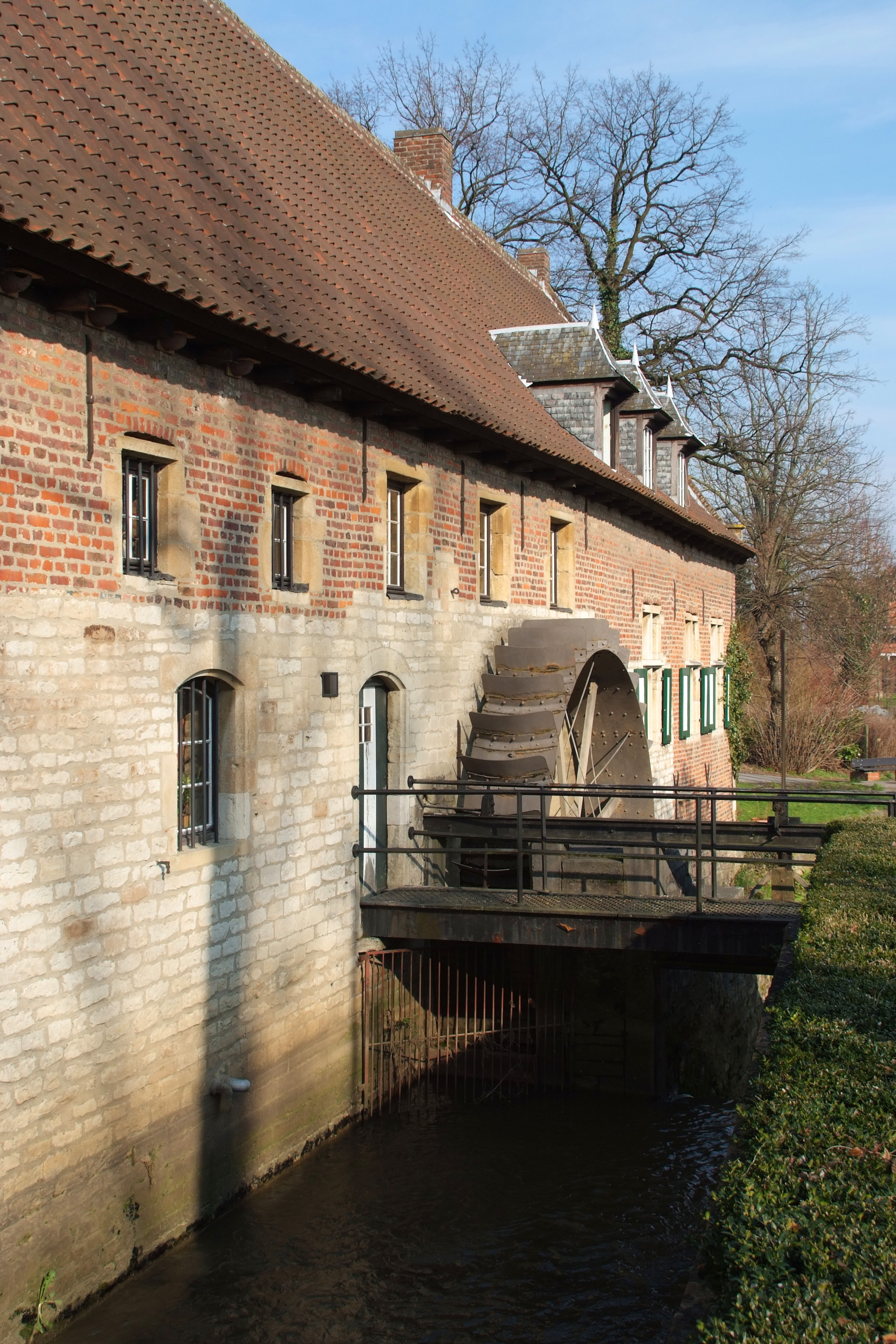
Liermolen
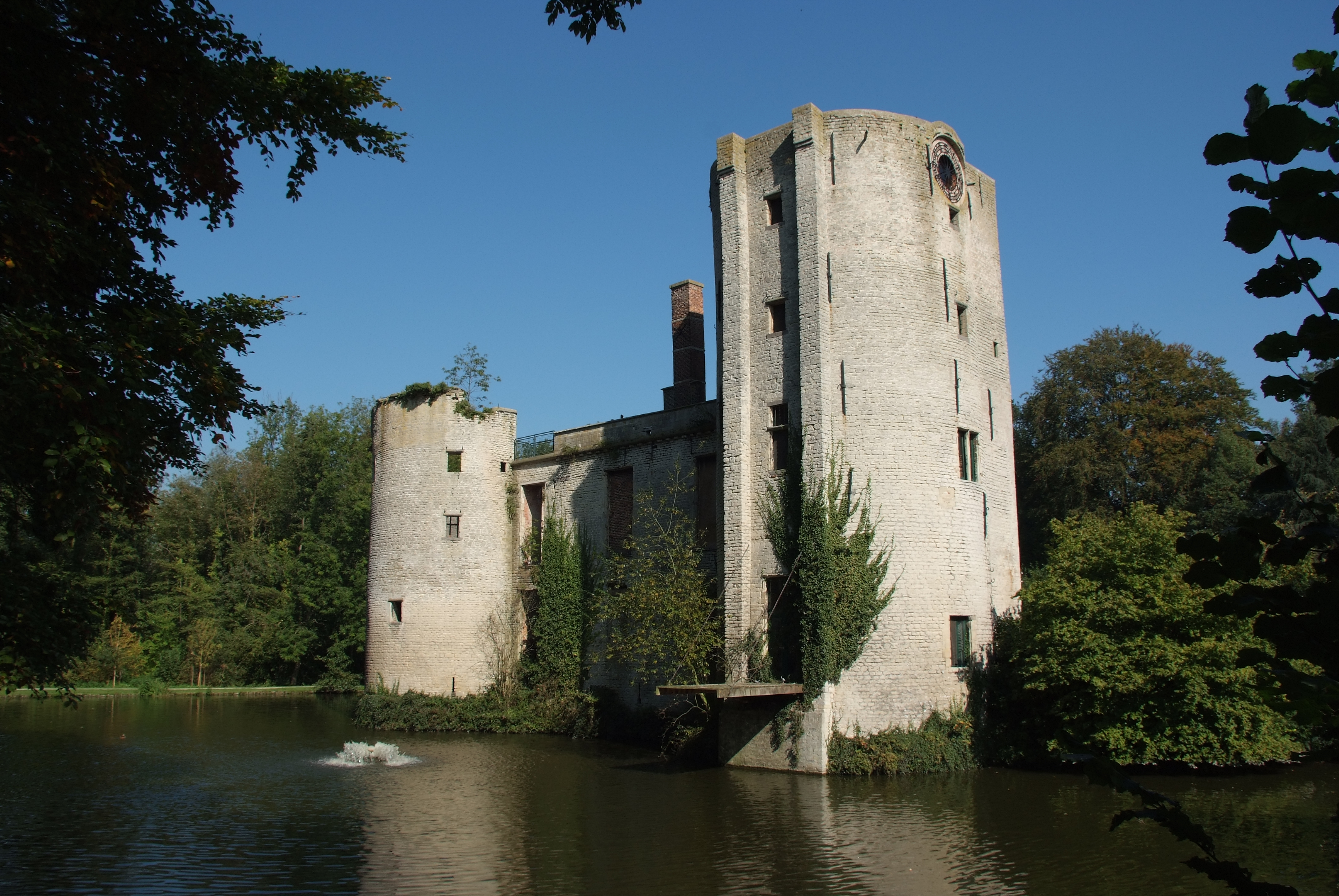
Kasteeldomein Het Prinsenhof
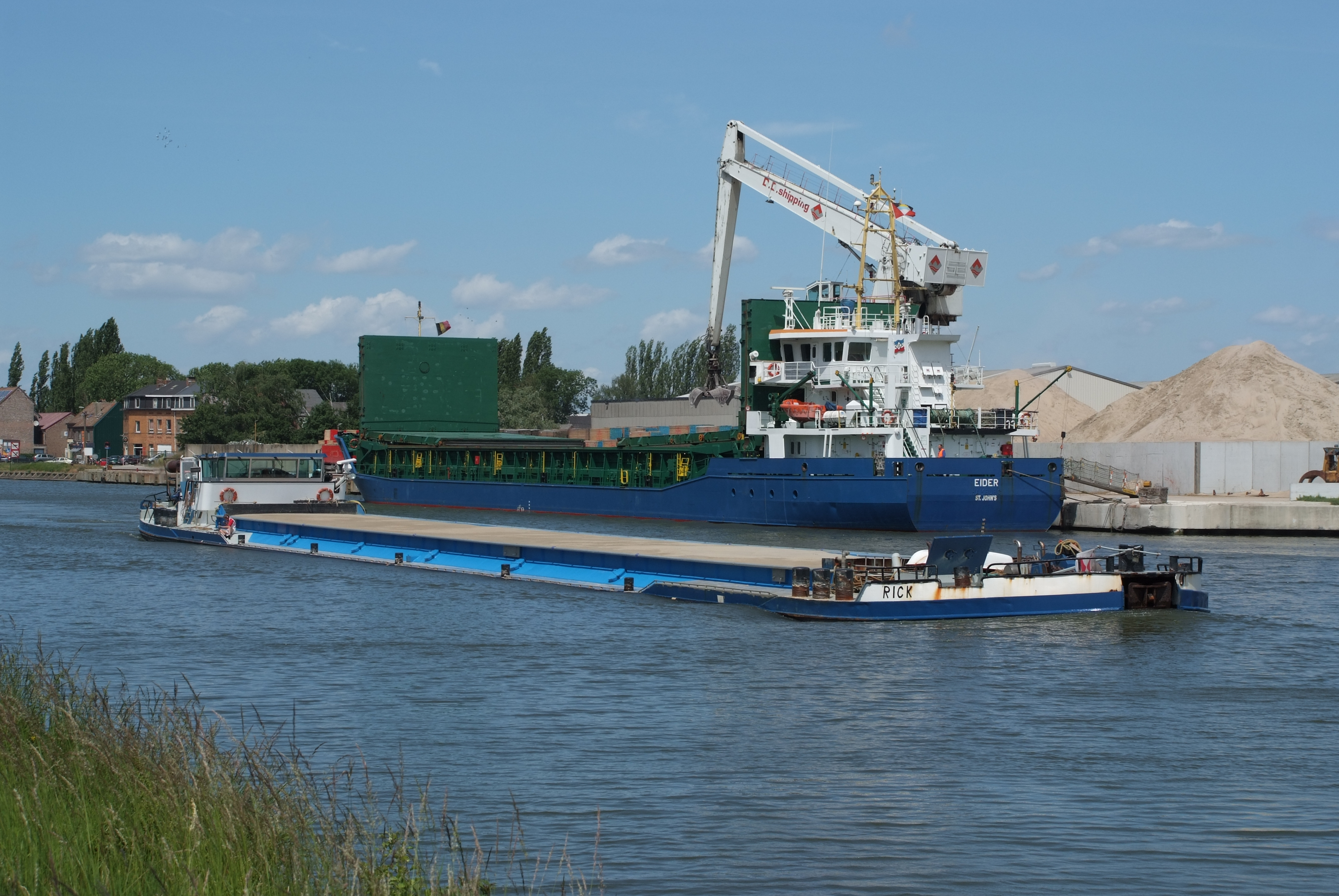
Zeekanaal Brussel-Schelde, ter hoogte van Grimbergen
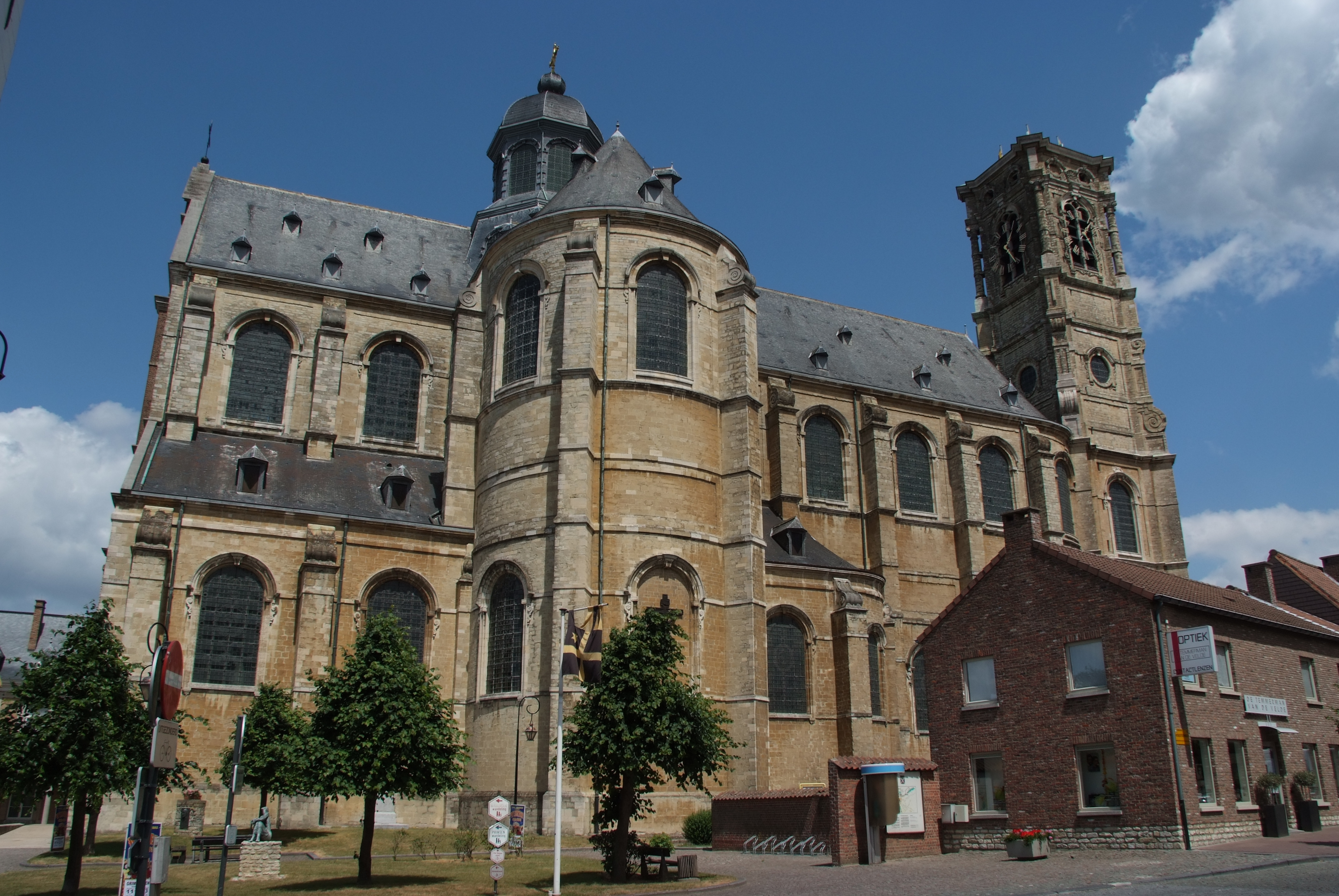
Sint Servaasbasiliek
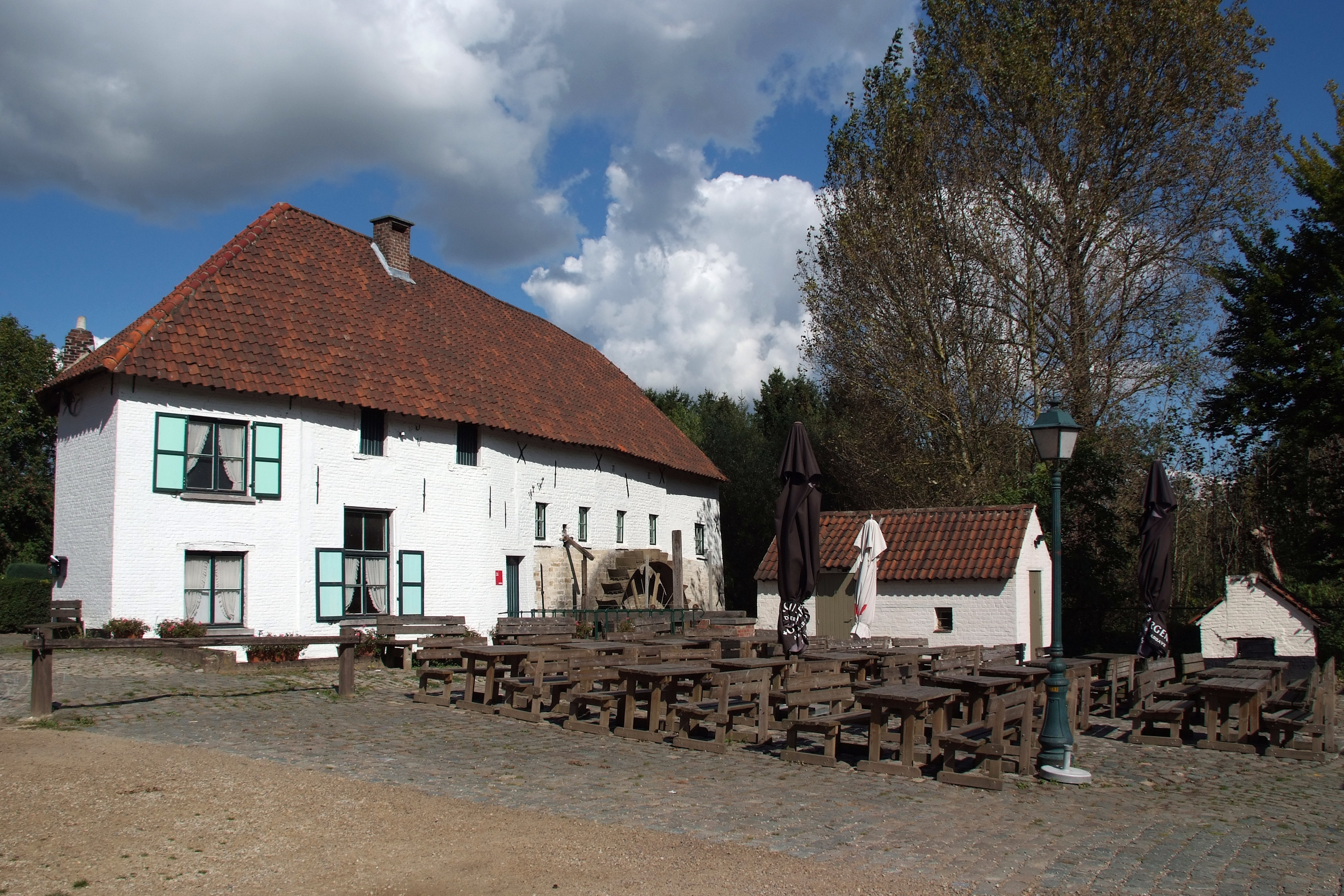
Tommenmolen

## Zustergemeente
- Saalfelden (Oostenrijk)

## Nabijgelegen kernen
Meise, Beigem, Borgt, Strombeek-Bever